# John Henry (politikus)
John Henry (Dorchester megye, 1750. november – Dorchester megye, 1798. december 16.) az Amerikai Egyesült Államok szenátora (Maryland, 1789–1797).